# Chiesa di Sant'Antonio Abate (Tusa)
La chiesa di Sant'Antonio Abate è un edificio di culto di Tusa.
Nota anche come chiesa di Sant'Antonino, non se ne conosce la data di fondazione, forse in relazione con lo scomparso castello.
Presenta una sola navata con abside. Vi si era stabilita nel 1555 la confraternita del santissimo Rosario. Nel 1878 in seguito al crollo del tetto venne chiusa al culto e la statua del santo trasferita nella chiesa di San Pietro. Venne quindi sconsacrata nel 1931 e venduta nel 1934 a privati.